# Константин Косев
Константин Димитров Косев е български историк и политик от БСП.

## Биография
Роден е на 15 август 1937 г. в Дупница. Син е на историка Димитър Косев. През 1960 г. завършва Софийския университет със специалност „История“. Работил е като докторант в Института по история при БАН. През 1965 г. защитава научната степен „кандидат на историческите науки“ с дисертация на тема „Развитие на капиталистическите отношения в българското градско стопанство през 60-те и 70-те год. на ХІХ в.“ с научен ръководител проф. Ал. Бурмов. В периода 1966 – 1967 г. специализира в Мюнхен и Бон. Между 1973 и 1978 г. е заместник-директор на Института по история и на Единния център по история на БАН. В периода 1974 – 1989 г. е преподавател по история в Историческия факултет на Софийския държавен университет (София). През 1977 г. става доктор на историческите науки, а от 1979 г. – и професор. От 1989 г. е член-кореспондент на БАН.
През 1990 г. е назначен за министър на народната просвета и заместник-председател на Министерския съвет. Депутат в VІІ Велико Народно събрание 1990 – 91 г. От 1991 до 1997 г. отново е преподавател в Софийския университет, а от 2003 г. е академик. Между 1996 и 2007 г. е заместник-председател на БАН.

## Научно творчество
Автор е на 8 монографии, 15 студии и много научни статии. Научните му интереси са свързани с Възраждането, борбата за национална независимост и дейността на нашите революционери, Освобождението (1877 – 78 г.) Особен интерес Косев проявява към германската политика по Източния въпрос и конкретно ролята на Ото фон Бисмарк за разпалването на Източната криза (1875 – 78 г.) и косвено неговата роля за Българското освобождение, както и ролята на „железния канцлер“ по време на Берлинския конгрес (13.06 – 13.07.1878 г.). В своите трудове той детайлно изяснява сложните взаимоотношения между Русия, Германия и Австро-Унгария и тяхното отражение върху хода на Източната криза.

## Признание
- Почетен доктор на ВТУ „Св. св. Кирил и Методий“.

## По-важни трудове
- Априлското въстание постигна политическата си цел (По случай 130-ата годишнина от Априлското въстание) Архив на оригинала от 2014-11-29 в Wayback Machine., „Българистика“: бр.12/2006 г.
- Бисмарк, Източният въпрос и Българското освобождение 1856 – 1878 г. Архив на оригинала от 2014-04-29 в Wayback Machine., С., 1978
- Германската общественост и Източния въпрос 1871 – 1878 г. Архив на оригинала от 2014-04-29 в Wayback Machine., С., 1991
- Княз Бисмарк – Създателят на Модерна Германия Архив на оригинала от 2014-04-29 в Wayback Machine., С., 1996
- Кратка история на Българското възраждане Архив на оригинала от 2014-04-29 в Wayback Machine., С., 2001
- Априлското въстание – прелюдия към Освобождението Архив на оригинала от 2014-04-29 в Wayback Machine., С. 2000
- Послание на Мидхад паша до Бисмарк от януари 1877 г. Архив на оригинала от 2014-04-29 в Wayback Machine., С., 2008
- Зад кулисите на Берлинския конгрес и родилните мъки на Третата българска държава Архив на оригинала от 2014-04-29 в Wayback Machine., С., 2008
- Сан-Стефанският мирен договор: Зад кулисите на дипломацията Архив на оригинала от 2014-04-29 в Wayback Machine.
- (заедно със Ст. Дойнов) Освобождението 1877 – 1878, С., 2003
- Има ли бъдеще нацията ни? Архив на оригинала от 2014-04-29 в Wayback Machine., С., 1993